# Infinity!Our wings!!
- ラブライブ!シリーズ > ラブライブ!虹ヶ咲学園スクールアイドル同好会 > 虹ヶ咲学園スクールアイドル同好会 > Infinity!Our wings!!

「Infinity！Our wings!!」（インフィニティ・アワー・ウィングス）は、虹ヶ咲学園スクールアイドル同好会のミニユニット「A・ZU・NA」によるシングル。2022年6月8日にLantisから発売された。

## 背景
前作「Maze Town」から約1年ぶりとなるシングルで、テレビアニメ『ラブライブ！虹ヶ咲学園スクールアイドル同好会』2期の第6話挿入歌である表題曲とカップリング曲、およびオフヴォーカルバージョンを収録している。
ラブライブ！シリーズにおいて、テレビアニメの挿入歌シングルがミニユニット名義でリリースされるのは、DiverDivaの「Eternal Light」以来3作目となる。

## 音楽性
表題曲である「Infinity!Our wings!!」は、ポエトリーリーディングや転調が使われている。

## ダンスシーン映像
表題曲である「Infinity!Our wings!!」のダンスシーン映像は、冒頭で演劇部部長(声 - 小山百代)によるイリュージョンが行われる。また、スマートフォンゲーム『ラブライブ! スクールアイドルフェスティバル ALL STARS』のURに実装された衣装などが一瞬だけ登場している。

### 共通
- 藤丸によるイラスト
- 2ndシングル「Maze Town」

### 上原歩夢
- ソロ楽曲「Say Good-Bye 涙」
- スクスタUR「運命の人」

### 桜坂しずく
- ソロ楽曲「やがてひとつの物語」
- スクスタUR「ふわふわ・しずくま」

### 優木せつ菜
- スクスタUR「Pioneering a new World」
- スクスタUR「漆黒の魔法使い」

## リリース
2022年6月8日にLantisからリリースされ、初回生産分には特典として『虹ヶ咲学園スクールアイドル同好会メンバーカード』（全3種類の中から1枚）と、スマートフォン用ゲーム『ラブライブ! スクールアイドルフェスティバル ALL STARS』で利用できるシリアルコードが封入されている。

## チャート成績
2022年6月20付のオリコン週間シングルランキングでは7位にランクインした。
2022年6月15日付のBillboard Japan Hot Animationでは13位にランクインした。

## 収録曲
| #         | タイトル                                | 作詞         | 作曲           | 編曲           | 時間  |
| --------- | --------------------------------------- | ------------ | -------------- | -------------- | ----- |
| 1.        | 「Infinity！Our wings!!」               | 鈴木エレカ   | Keisuke Koyama | Keisuke Koyama | 4:31  |
| 2.        | 「Poker face&お願い！Fairy」            | 新Q 馬場龍樹 | 新Q 馬場龍樹   | 馬場龍樹       | 4:47  |
| 3.        | 「Infinity！Our wings!!」(Off Vocal)    |              |                |                | 4:30  |
| 4.        | 「Poker face&お願い！Fairy」(Off Vocal) |              |                |                | 4:46  |
| 合計時間: | 合計時間:                               | 合計時間:    | 合計時間:      | 合計時間:      | 18:34 |

### ユニットメンバー
1. 1 2 3  上原歩夢（大西亜玖璃）、桜坂しずく（前田佳織里）、優木せつ菜（楠木ともり）
2. ↑  上原歩夢（大西亜玖璃）、中須かすみ（相良茉優）、桜坂しずく（前田佳織里）、朝香果林（久保田未夢）、宮下愛（村上奈津実）、近江彼方（鬼頭明里）、優木せつ菜（楠木ともり）、エマ・ヴェルデ（指出毬亜）、天王寺璃奈（田中ちえ美）、三船栞子（小泉萌香）、ミア・テイラー（内田秀）、鐘嵐珠（法元明菜）
3. 1 2  朝香果林（久保田未夢）、宮下愛（村上奈津実）